# Telostylus trilineatus
Telostylus trilineatus är en tvåvingeart som beskrevs av Meijere 1910. Telostylus trilineatus ingår i släktet Telostylus och familjen Neriidae. Inga underarter finns listade i Catalogue of Life.